# Pedro de Alcântara de Bourbon
Pedro de Alcântara de Bourbon e Bragança (Madrid, 12 de dezembro de 1862 – Paris, 5 de janeiro de 1892), foi um infante hispano-português, primeiro Duque de Dúrcal, membro da família real espanhola e da família real portuguesa. Era o segundo filho do infante Sebastião da Espanha e Portugal, e de sua segunda esposa, a infanta Maria Cristina da Espanha.

## Biografia
Dom Pedro de Alcântara nasceu em 12 de dezembro de 1862, em Madrid, como segundo filho do infante D. Sebastião da Espanha e Portugal, e sua segunda esposa, a infanta Maria Cristina da Espanha. Foi batizado com os nomes de: Pedro de Alcântara Maria de Guadalupe Teresa Isabel Francisco de Asís Gabriel Sebastián Cristina; e teve como padrinho o imperador Pedro II do Brasil.
Embora seu pai e sua mãe fossem Infantes da Espanha por direito de primogenitura e parentes próximos da família real espanhola, foi decidido desde o nascimento do seu irmão mais velho, D. Francisco, que os filhos do infante Sebastião não teriam o título de Infantes da Espanha (embora pudessem usar o sobrenome Bourbon), pois a vasta fortuna do infante seria suficiente para sustentar sua prole, e assim não dependeriam dos cofres do Estado.
Com o exílio do infante D. Sebastião para França em 1868, como consequência da queda do trono da rainha Isabel II, a família instalou-se em Villa Labourdette, em Pau, onde D. Pedro de Alcântara e seus irmãos passaram os primeiros anos de sua infância. Com a posterior morte de seu pai, em 14 de fevereiro de 1875, e quando tinha treze anos, voltou a Madrid com sua mãe e irmãos. Seu primo o rei Afonso XII assumiu a tutela dele e de seus irmãos por incapacidade de sua mãe. Para isso, o rei conseguiu para Dom Pedro de Alcântara uma cuidadosa educação, conseguindo-lhe os melhores instrutores da Corte e depois enviando-o ao prestigioso Theresianum em Viena.
Dom Pedro de Alcântara foi Cavaleiro da Ordem do Velocino de Ouro, Grã-Cruz da Ordem de Carlos III, Mestre Real de Sevilha, Grã-Cruz das Ordens de Cristo e de São Bento de Avis de Portugal.
D. Pedro de Alcântara não era um homem politicamente relevante e, como seu irmão mais velho, não era um homem de grande intelecto.
Pedro de Alcântara, faleceu aos 29 anos, em 5 de janeiro de 1892, em Paris, e foi sepultado no Cemitério Père-Lachaise.

## Casamento e descendência
Quando completou 23 anos, o jovem e belo Dom Pedro de Alcântara anunciou seu noivado com a jovem e bela Dona María de la Caridad de Mádan, possivelmente introduzida na Corte por seu parente, o Duque de Baena e Sessa, com o apoio de outros canários ilustres.
Em 1 de abril de 1885, dias antes das núpcias, foi criado pelo seu primo, o rei Afonso XII, Duque de Dúrcal e Grande de Espanha, fixando residência em Madrid, na rua Alcalá-Galiano.
O casamento teve lugar na sala da tapeçaria do Palácio Real, após o que foi rezada uma missa. A cerimônia foi oficializada e o patriarca das Índias deu a bênção nupcial. A cerimónia contou com a presença de toda a família real, o rei Afonso XII e a rainha Maria Cristina, bem como as princesas Dona Cristina com os seus filhos; Dona Isabel Fernanda, Dona Isabel e Dona Eulália.
O casal tiveram três filhos:
- Dona Maria Cristina de Bourbon e Bragança (1886–1985), casada com Maurits van Vollenhoven, um diplomata holandês, sem descendência.
- Dona Maria Pia de Bourbon e Bragança (1888–1969), casada com Rafael Padilla, um empresário argentino, e depois se casou com Guillermo Raimundo, com descendência.
- Dom Fernando Sebastião de Bourbon e Bragança, 2.º Duque de Dúrcal (1891–1944), casado com Madame Leticia Bosch-Labrús, teve duas filhas.

Seu casamento foi um fracasso com constantes rumores de infidelidade. Embora tivessem três filhos que foram educados na Espanha e na França, a família residia principalmente em Paris. Depois de sua morte, sua viúva se casou com Luis Fernando de Bessières, e morreu em 1912 em Berlim. A atual Duquesa de Dúrcal é D. María Cristina Patiño y de Borbón, sua bisneta.

## Honrarias
Comendador da Ordem de Carlos III
 Comendador da Ordem de Isabel a Católica